# Luksemburg na Letnich Igrzyskach Olimpijskich 1924
Luksemburg na Letnich Igrzyskach Olimpijskich 1924 w Paryżu reprezentowało 51 zawodników.

## Skład reprezentacji

### Boks
| Zawodnik         | Konkurencja    | 1/16               | 1/8              | Ćwierćfinał      | Półfinał         | Finał            | Finał   |
| Zawodnik         | Konkurencja    | Przeciwnik Wynik   | Przeciwnik Wynik | Przeciwnik Wynik | Przeciwnik Wynik | Przeciwnik Wynik | Miejsce |
| ---------------- | -------------- | ------------------ | ---------------- | ---------------- | ---------------- | ---------------- | ------- |
| Jean Flammang    | waga piórkowa  | Arthur Beavis P    | NQ               | NQ               | NQ               | NQ               | 17.     |
| Grégoire Laurent | waga lekka     | Charles Petersen P | NQ               | NQ               | NQ               | NQ               | 17.     |
| Pierre Feidt     | waga średnia   | Leslie Black P     | NQ               | NQ               | NQ               | NQ               | 17.     |
| Michel Maurer    | waga półciężka | BYE                | John Courtis P   | NQ               | NQ               | NQ               | 9.      |
| Jean Welter      | waga półciężka | BYE                | Tom Kirby P      | NQ               | NQ               | NQ               | 9.      |

### Gimnastyka
| Zawodnik | Konkurencja                 | Finał      | Finał   |
| Zawodnik | Konkurencja                 | Wynik      | Miejsce |
| --- | --------------------------- | ---------- | ------- |
| Charles Quaino | wielobój indywidualnie      | 73,569     | 50.     |
| Théo Jeitz | wielobój indywidualnie      | 65,980     | 57.     |
| Émile Munhoven | wielobój indywidualnie      | 65,556     | 58.     |
| Mathias Erang | wielobój indywidualnie      | 65,356     | 60.     |
| Albert Neumann | wielobój indywidualnie      | 65,196     | 62.     |
| Jacques Palzer | wielobój indywidualnie      | 61,563     | 67.     |
| Pierre Tolar | wielobój indywidualnie      | 58,713     | 68.     |
| Mathias Weishaupt                                                                                                   | wielobój indywidualnie      | 58,596     | 69.     |
| Charles Quaino Théo Jeitz Émile Munhoven Mathias Erang Albert Neumann Jacques Palzer Pierre Tolar Mathias Weishaupt | wielobój drużynowo          | 548,129    | 8.      |
| Émile Munhofen | skok przez konia wzdłuż     | 7,78       | 27.     |
| Jacques Palzer | skok przez konia wzdłuż     | 7,66       | 29.     |
| Théo Jeitz | skok przez konia wzdłuż     | 5,85       | 48.     |
| Albert Neumann | skok przez konia wzdłuż     | 5,68       | 50.     |
| Charles Quaino | skok przez konia wzdłuż     | 5,58       | 52.     |
| Mathias Erang | skok przez konia wzdłuż     | 3,85       | 60.     |
| Pierre Tolar | skok przez konia wzdłuż     | 2,00       | 65.     |
| Mathias Weishaupt                                                                                                   | skok przez konia wzdłuż     | 0,00       | 67.     |
| Mathias Erang | skok przez konia wszerz     | 9,80       | 8.      |
| Charles Quaino | skok przez konia wszerz     | 9,62       | 16.     |
| Théo Jeitz | skok przez konia wszerz     | 8,83       | 40.     |
| Émile Munhofen | skok przez konia wszerz     | 8,68       | 43.     |
| Jacques Palzer | skok przez konia wszerz     | 8,33       | 50.     |
| Albert Neumann | skok przez konia wszerz     | 8,33       | 50.     |
| Pierre Tolar | skok przez konia wszerz     | 8,08       | 56.     |
| Mathias Weishaupt                                                                                                   | skok przez konia wszerz     | 7,33       | 67.     |
| Charles Quaino | ćwiczenia na poręczach      | 18,50      | 45.     |
| Albert Neumann | ćwiczenia na poręczach      | 18,28      | 47.     |
| Théo Jeitz | ćwiczenia na poręczach      | 17,30      | 52.     |
| Émile Munhofen | ćwiczenia na poręczach      | 17,03      | 54.     |
| Mathias Weishaupt                                                                                                   | ćwiczenia na poręczach      | 16,70      | 59.     |
| Mathias Erang | ćwiczenia na poręczach      | 15,90      | 62.     |
| Pierre Tolar | ćwiczenia na poręczach      | 14,75      | 67.     |
| Jacques Palzer | ćwiczenia na poręczach      | 13,80      | 68.     |
| Théo Jeitz | ćwiczenia na drążku         | 12,850     | 52.     |
| Charles Quaino | ćwiczenia na drążku         | 11,646     | 60.     |
| Albert Neumann | ćwiczenia na drążku         | 11,243     | 62.     |
| Émile Munhofen | ćwiczenia na drążku         | 10,366     | 65.     |
| Mathias Erang | ćwiczenia na drążku         | 9,833      | 67.     |
| Jacques Palzer | ćwiczenia na drążku         | 9,463      | 70.     |
| Mathias Weishaupt                                                                                                   | ćwiczenia na drążku         | 8,550      | 71.     |
| Pierre Tolar | ćwiczenia na drążku         | 7,800      | 72.     |
| Charles Quaino | ćwiczenia na kółkach        | 17,663     | 34.     |
| Mathias Erang | ćwiczenia na kółkach        | 17,583     | 35.     |
| Mathias Weishaupt                                                                                                   | ćwiczenia na kółkach        | 17,496     | 39.     |
| Pierre Tolar | ćwiczenia na kółkach        | 17,183     | 42.     |
| Théo Jeitz | ćwiczenia na kółkach        | 15,750     | 46.     |
| Émile Munhofen | ćwiczenia na kółkach        | 15,100     | 52.     |
| Jacques Palzer | ćwiczenia na kółkach        | 14,910     | 53.     |
| Albert Neumann | ćwiczenia na kółkach        | 14,663     | 54.     |
| Charles Quaino | ćwiczenia na koniu z łękami | 10,560     | 55.     |
| Mathias Erang | ćwiczenia na koniu z łękami | 8,390      | 63.     |
| Jacques Palzer | ćwiczenia na koniu z łękami | 7,400      | 65.     |
| Albert Neumann | ćwiczenia na koniu z łękami | 7,000      | 66.     |
| Émile Munhofen | ćwiczenia na koniu z łękami | 6,600      | 67.     |
| Mathias Weishaupt                                                                                                   | ćwiczenia na koniu z łękami | 6,520      | 68.     |
| Pierre Tolar | ćwiczenia na koniu z łękami | 5,900      | 69.     |
| Théo Jeitz | ćwiczenia na koniu z łękami | 5,400      | 70.     |
| Pierre Tolar | wspinanie po linie          | 3 (10,8 s) | 47.     |
| Mathias Weishaupt                                                                                                   | wspinanie po linie          | 2 (11,4 s) | 51.     |
| Charles Quaino | wspinanie po linie          | 0 (12,0 s) | 60.     |
| Albert Neumann | wspinanie po linie          | 0 (12,8 s) | 65.     |
| Jacques Palzer | wspinanie po linie          | 0 (14,2 s) | 67.     |
| Émile Munhofen | wspinanie po linie          | 0 (14,8 s) | 68.     |
| Théo Jeitz | wspinanie po linie          | 0 (15,0 s) | 69.     |
| Mathias Erang | wspinanie po linie          | 0 (15,0 s) | 69.     |

### Kolarstwo

#### Kolarstwo szosowe
| Zawodnik                                                | Konkurencja                | Czas       | Pozycja |
| ------------------------------------------------------- | -------------------------- | ---------- | ------- |
| Jean-Pierre Kuhn                                        | jazda indywidualna na czas | 7:22:12,4  | 42.     |
| Louis Pesch                                             | jazda indywidualna na czas | 7:19:51,4  | 39.     |
| Nic Rausch                                              | jazda indywidualna na czas | 7:04:46,0  | 27      |
| Georges Schiltz                                         | jazda indywidualna na czas | 7:00:34,4  | 25.     |
| Jean-Pierre Kuhn Louis Pesch Nic Rausch Georges Schiltz | jazda drużynowa na czas    | 21:25:11,8 | 8.      |

#### Kolarstwo torowe
| Konkurencja | Zawodnik       | Eliminacje                         | Eliminacje | Repasaże   | Repasaże | Ćwierćfinał | Ćwierćfinał | Repasaże   | Repasaże | Półfinały  | Półfinały | Finał      | Finał   | Pozycja |
| Konkurencja | Zawodnik       | Przeciwnik                         | Miejsce    | Przeciwnik | Miejsce  | Przeciwnik  | Miejsce     | Przeciwnik | Miejsce  | Przeciwnik | Miejsce   | Przeciwnik | Miejsce | Pozycja |
| ----------- | -------------- | ---------------------------------- | ---------- | ---------- | -------- | ----------- | ----------- | ---------- | -------- | ---------- | --------- | ---------- | ------- | ------- |
| sprint      | Maurice Gillen | William Fenn Ricardo Bermejo López | DNS        | NQ         | NQ       | NQ          | NQ          | NQ         | NQ       | NQ         | NQ        | NQ         | NQ      | NQ      |

### Lekkoatletyka
Konkurencje biegowe
| Konkurencja | Zawodnik           | Eliminacje | Eliminacje | Ćwierćfinał | Ćwierćfinał | Półfinał | Półfinał | Finał | Finał   |
| Konkurencja | Zawodnik           | Wynik      | Miejsce    | Wynik       | Miejsce     | Wynik    | Miejsce  | Wynik | Miejsce |
| ----------- | ------------------ | ---------- | ---------- | ----------- | ----------- | -------- | -------- | ----- | ------- |
| 100 m       | Paul Hammer        | b.d        | 2.         | 11,4        | 4.          | NQ       | NQ       | NQ    | NQ      |
| 100 m       | Joseph Hilger      | b.d        | 3.         | NQ          | NQ          | NQ       | NQ       | NQ    | NQ      |
| 200 m       | Paul Hammer        | b.d        | 3.         | NQ          | NQ          | NQ       | NQ       | NQ    | NQ      |
| 200 m       | Joseph Hilger      | b.d        | 3.         | NQ          | NQ          | NQ       | NQ       | NQ    | NQ      |
| 400 m       | Paul Hammer        | 53,1       | 3.         | NQ          | NQ          | NQ       | NQ       | NQ    | NQ      |
| 400 m       | Christophe Mirgain | b.d        | 5.         | NQ          | NQ          | NQ       | NQ       | NQ    | NQ      |
| 800 m       | Christophe Mirgain | b.d        | 7.         |             |             | NQ       | NQ       | NQ    | NQ      |

Konkurencje techniczne
| Konkurencja | Zawodnik      | Eliminacje | Eliminacje | Finał | Finał   |
| Konkurencja | Zawodnik      | Wynik      | Miejsce    | Wynik | Miejsce |
| ----------- | ------------- | ---------- | ---------- | ----- | ------- |
| skok w dal  | Paul Hammer   | 6,24       | 5.         | NQ    | NQ      |
| skok w dal  | Joseph Hilger | 5,68       | 7.         | NQ    | NQ      |

### Piłka nożna
Reprezentacja mężczyzn
| - Albert Massard - Alfred Kieffer - Étienne Bausch - Émile Kolb - Jean-Pierre Weisgerber - Jean-Pierre Weber |  | - Jos Koetz - Marcel Schumann - Tiny Langers - Nicky Kirsch - Paul Feierstein |

2 Runda
| 29 maja 1924 14:15 | Włochy · Baloncieri 20' · Della Valle 38' | 2–0Report | Luksemburg | Stade Pershing Widzów: 2,000 Sędzia: Jean Richard (FRA) |
|                    |                                           |           |            |                                                         |

### Pływanie
Mężczyźni
| Konkurencja       | Zawodnik          | Eliminacje | Eliminacje | Półfinał | Półfinał | Finał | Finał   |
| Konkurencja       | Zawodnik          | Czas       | Miejsce    | Czas     | Miejsce  | Czas  | Miejsce |
| ----------------- | ----------------- | ---------- | ---------- | -------- | -------- | ----- | ------- |
| 100 m grzbietowym | Jean-Pierre Moris | 1:41,2     | 3.         | NQ       | NQ       | NQ    | NQ      |
| 100 m grzbietowym | Eugène Kuborn     | 1:29,0     | 4.         | NQ       | NQ       | NQ    | NQ      |

Kobiety
| Konkurencja       | Zawodnik       | Eliminacje | Eliminacje | Półfinał | Półfinał | Finał  | Finał   |
| Konkurencja       | Zawodnik       | Czas       | Miejsce    | Czas     | Miejsce  | Czas   | Miejsce |
| ----------------- | -------------- | ---------- | ---------- | -------- | -------- | ------ | ------- |
| 100 m grzbietowym | Renée Brasseur | 5:51,4     | 5.         | N/A      | N/A      | NQ     | NQ      |
| 200 m klasycznym  | Laury Koster   | 3:35,0     | 2.         | N/A      | N/A      | 3:39,2 | 6.      |

### Podnoszenie ciężarów
| Konkurencja      | Zawodnik       | Wynik  | Pozycja |
| ---------------- | -------------- | ------ | ------- |
| waga lekka       | Johny Grün     | 350 kg | 18.     |
| waga średnia     | Michel Mertens | 380 kg | 19.     |
| waga lekkociężka | Henri Lehnen   | DNF    | DNF     |
| waga ciężka      | Jos Alzin      | DNF    | DNF     |

### Tenis ziemny
| Konkurencja | Zawodnik      | 1 runda                                 | 2 runda          | 3 runda          | 4 runda          | Ćwierćfinały     | Półfinały        | Finał            | Miejsce |
| Konkurencja | Zawodnik      | Przeciwnik Wynik                        | Przeciwnik Wynik | Przeciwnik Wynik | Przeciwnik Wynik | Przeciwnik Wynik | Przeciwnik Wynik | Przeciwnik Wynik | Miejsce |
| ----------- | ------------- | --------------------------------------- | ---------------- | ---------------- | ---------------- | ---------------- | ---------------- | ---------------- | ------- |
| Singiel (m) | Camille Wolff | Umberto De Morpurgo P 0:3 (1:6,0:6,0:6) | NQ               | NQ               | NQ               | NQ               | NQ               | NQ               | 61.     |

### Zapasy
| Konkurencja                  | Zawodnik       | Runda pierwsza    | Runda druga        | Runda trzecia    | Runda czwarta    | Runda piąta      | Runda szósta     | Runda siódma     | Runda finałowa   | Pozycja |
| Konkurencja                  | Zawodnik       | Przeciwnik Wynik  | Przeciwnik Wynik   | Przeciwnik Wynik | Przeciwnik Wynik | Przeciwnik Wynik | Przeciwnik Wynik | Przeciwnik Wynik | Przeciwnik Wynik | Pozycja |
| ---------------------------- | -------------- | ----------------- | ------------------ | ---------------- | ---------------- | ---------------- | ---------------- | ---------------- | ---------------- | ------- |
| styl klasyczny waga piórkowa | Hilair Fettes  | František Řezáč p | Édouard Rottiers p | NQ               | NQ               | NQ               | NQ               | NQ               | NQ               | 18.     |
| styl klasyczny waga średnia  | Adolphe Dumont | Arthur Lindfors p | Emilio Vidal p     | NQ               | NQ               | NQ               | NQ               | NQ               | NQ               | 20.     |